# Петросян, Алексан Макарович
Алекса́н Мака́рович Петрося́н (арм. Ալեքսան  Պետրոսյան; род. 5.1.1956, село Бамбакашат, Армянская ССР) — армянский депутат и предприниматель.
- 1977 — окончил Армянский сельскохозяйственный институт, инженер-технолог.
- 1978—1991 — работал инженером-технологом на Октемберянском винном заводе.
- 1981—1995 — начальник производства, директор завода.
- С 1995 — исполнительный директор и председатель совета ЗАО «МАП» села Ленуги Эчмиадзинского района.
- 25 мая 2003 — избран депутатом парламента от партии «Оринац Еркир».
- С 2006 — член постоянной комиссии по финансово-кредитным, бюджетным и экономическим вопросам НС. Беспартийный.

## Награды
- Благодарность Президента Российской Федерации (12 февраля 2015 года, Россия) — за большой вклад в развитие российско-армянского сотрудничества и укрепление двусторонних межпарламентских связей[1]
- Юбилейная медаль «МПА СНГ. 20 лет» (11 апреля 2013 года, Межпарламентская ассамблея СНГ) — за вклад в развитие и совершенствование правовых основ функционирования Содружества Независимых Государств, модельного и национального законодательства государств — участников МПА СНГ, а также в укрепление международных связей и межпарламентского сотрудничества[2].